# دعني والدموع (فلم)
دعني والدموع هو فيلم مصري عرض عام 1964، بطولة أحمد مظهر ونادية لطفي، ومن إخراج أحمد ضياء الدين.

## قصة الفيلم
رجل متوسط الحال يتزوج من حبيبته على شرط عدم إنجاب أطفال لفترة من الزمن تسمح لهما بادخار المال اللازم لمصاريف تربية الأطفال، يرث ثروة كبيرة عن عمه ويقرر في هذه الحالة الإنجاب ولكنه يفاجأ بأن زوجته عاقر، فيلجأ إلى الزواج مرة أخرى، إلا أن الزوجة الجديدة تستنزف أمواله وتنجب له طفلاً سرعان ما يموت.

## طاقم التمثيل
- أحمد مظهر
- نادية لطفي
- حسين رياض
- توفيق الدقن
- سميحة توفيق
- محمد عوض
- ميمي شكيب
- سهير زكي
- قطقوطة
- منير التوني
- سهام فتحي
- ناصر ضياء الدين
- حسين إسماعيل
- أحمد سعيد
- عدوية الجمال
- فيفي فهيم

## فريق العمل
- إخراج: أحمد ضياء الدين
- تأليف: محمد كامل حسن
- مدير التصوير: فيكتور أنطون
- مونتاج: حسين عفيفي
- إنتاج: أفلام الشعلة
- توزيع: منتخبات بهنا فيلم
- توزيع للدول العربية: فواز إخوان

## روابط خارجية
- مقالات تستعمل روابط فنية بلا صلة مع ويكي بيانات